# Президентство Шавката Мирзиёева
Срок полномочий Шавката Мирзиёева на посту второго президента Узбекистана начался с его инаугурации 14 декабря 2016 года, после того как он занимал посты премьер-министра (2003–2016 годы) и исполняющего обязанности президента (8 сентября – 14 декабря 2016 года) после смерти своего предшественника Ислама Каримова. В соответствии с Конституцией Узбекистана после переизбрания в 2021 году его мандат продлится до 2026 года.

## Биография Мирзиёева и выборы 2016 года
Шавкат Миромонович Мирзиёев родился в Джизакской области Узбекской ССР 24 июля 1957 года и был одним из 5 детей Миромона и Марифат Мирзиёевых. В 1977–1981 годах Мирзиёев учился в Ташкентском институте ирригации и мелиорации, получив степень доктора технологических наук. Свою политическую карьеру начал в 1996 году, когда был назначен хакимом Джизакской области. Позже в сентябре 2001 года он стал хакимом Самаркандской области и сохранял эту должность до 2003 года. Он был назначен президентом Каримовым премьер-министром для формирования нового кабинета министров вместо Уткира Султанова. Он занимал эту должность 13 лет, пока не занял пост исполняющего обязанности президента после смерти президента Каримова в сентябре 2016 года. Президентские выборы в Узбекистане прошли 4 декабря 2016 года, на них Мирзиёев набрал 88,6% голосов избирателей. 
Он был приведён к присяге в качестве президента Узбекистана 14 декабря 2016 года во время церемонии в Олий Мажлисе, совпавшей с его очередной сессией. Церемонию провёл председатель Центральной избирательной комиссии Узбекистана Мирзо-Улугбек Абдусаломов. Во время принятия присяги Мирзиёев положил руку на Конституцию страны и Коран.

## Внутренняя политика

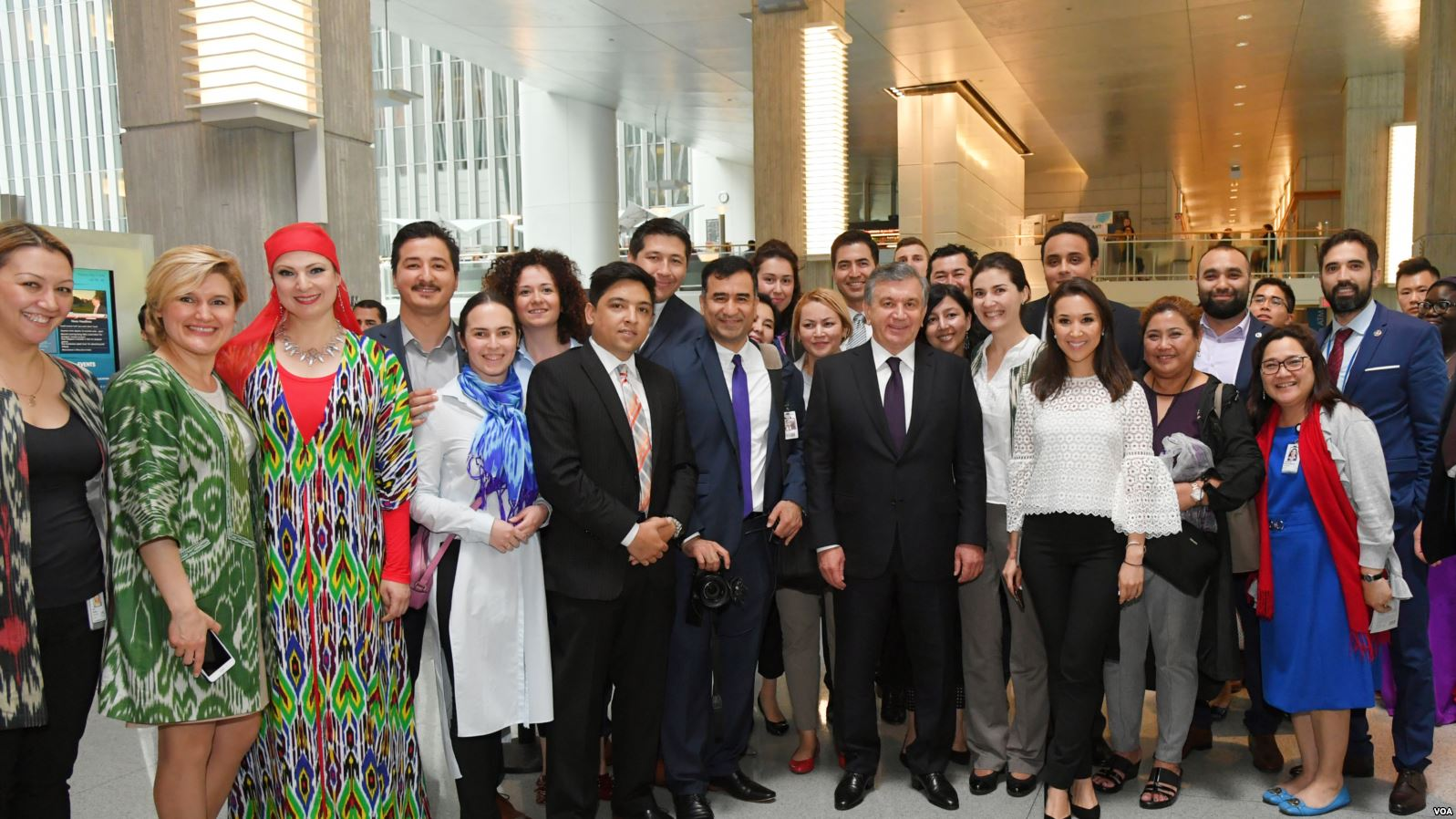
Мирзиёев с представителями узбекской диаспоры в США, май 2018.

### Назначения и снятия с постов
Мирзиёев приложил все усилия, чтобы устранить любые спорные решения администрации Каримова во время его президентства. Это было стратегически верным решением, поскольку некоторые политические противники Мирзиёева, такие как Рустам Азимов и Рустам Иноятов, были против многих из запланированных им реформ. Этот период его президентства был использован для консолидации его власти и устранения всей борьбы за власть в стране. В сентябре 2017 года он назначил Абдусалома Азизова главой министерства обороны, сменив на этом посту бывшего министра обороны Кабула Бердиева, который считался сторонником Каримова. Сам Азизов будет уволен с этой должности в феврале 2019 года и переведён в Службу государственной безопасности, чтобы возглавить её после того, как её главу генерал-лейтенанта Ихтиёра Абдуллаева обвинили в прослушивании телефона президента Мирзиёева.

### Экономика
Есть много видимых результатов реформ Мирзиёева, которые включают создание более 300 000 рабочих мест и увеличение экспорта. Мирзиёев получил 10 миллиардов долларов для таких сфер, как инфраструктура, альтернативная энергетика и сельское хозяйство после переговоров с наследным принцем Абу-Даби Мухаммадом ибн Заидом в марте 2019 года. В октябре 2020 года он утвердил список государственной собственности и предприятий, которые будут проданы узбекскому частному сектору в качестве средства ускорения процесса приватизации в Узбекистане.

### Военная политика
За время своего президентства Мирзиёев расширил образовательные возможности в Вооружённых Силах Узбекистана, создав/реформировав следующие учреждения: Академию Вооружённых Сил Узбекистана, Военный институт информационно-коммуникационных технологий и связи, Военно-медицинскую академию, и Высшее военное авиационное училище. С момента его прихода к власти вооружённые силы были заняты быстрым перевооружением своих подразделений более современной техникой. В ноябре 2017 года по инициативе президента Мирзиёева был создан Государственный комитет оборонной промышленности, являющийся уполномоченным органом по управлению оборонно-промышленным комплексом. 

### Пандемия COVID-19
Мирзиёев отвечал за борьбу с пандемией COVID-19 в Узбекистане в 2020 году. Он был известен как ответственный за попытку координации усилий в Центральной Азии по борьбе с кризисом. Он запустил кампанию «Гарантия безопасного путешествия» как способ оживить туристический сектор, которая включала компенсационный пакет для тех, кто заразился вирусом во время отпуска. В июле он сделал выговор министру здравоохранения Алишеру Шодмонову и хокиму Ташкента Джахонгиру Артыкходжаеву за неспособность остановить распространение вируса. В августе он вручил почётные звания и медали работникам здравоохранения и науки, оказавшимся на передовой борьбы с пандемией. Ранее в том же месяце он поручил правительству шаг за шагом ослаблять запретные меры.

### Протесты в Каракалпакстане в 2022 году
1 июля 2022 года в автономной области Каракалпакстан вспыхнули протесты против предложенных поправок к Конституции Узбекистана, которые лишили бы Каракалпакстан статуса автономной области Узбекистана и права на отделение от Узбекистана посредством референдума. Они были жестоко подавлены, не менее 18 человек были убиты.

## Внешняя политика

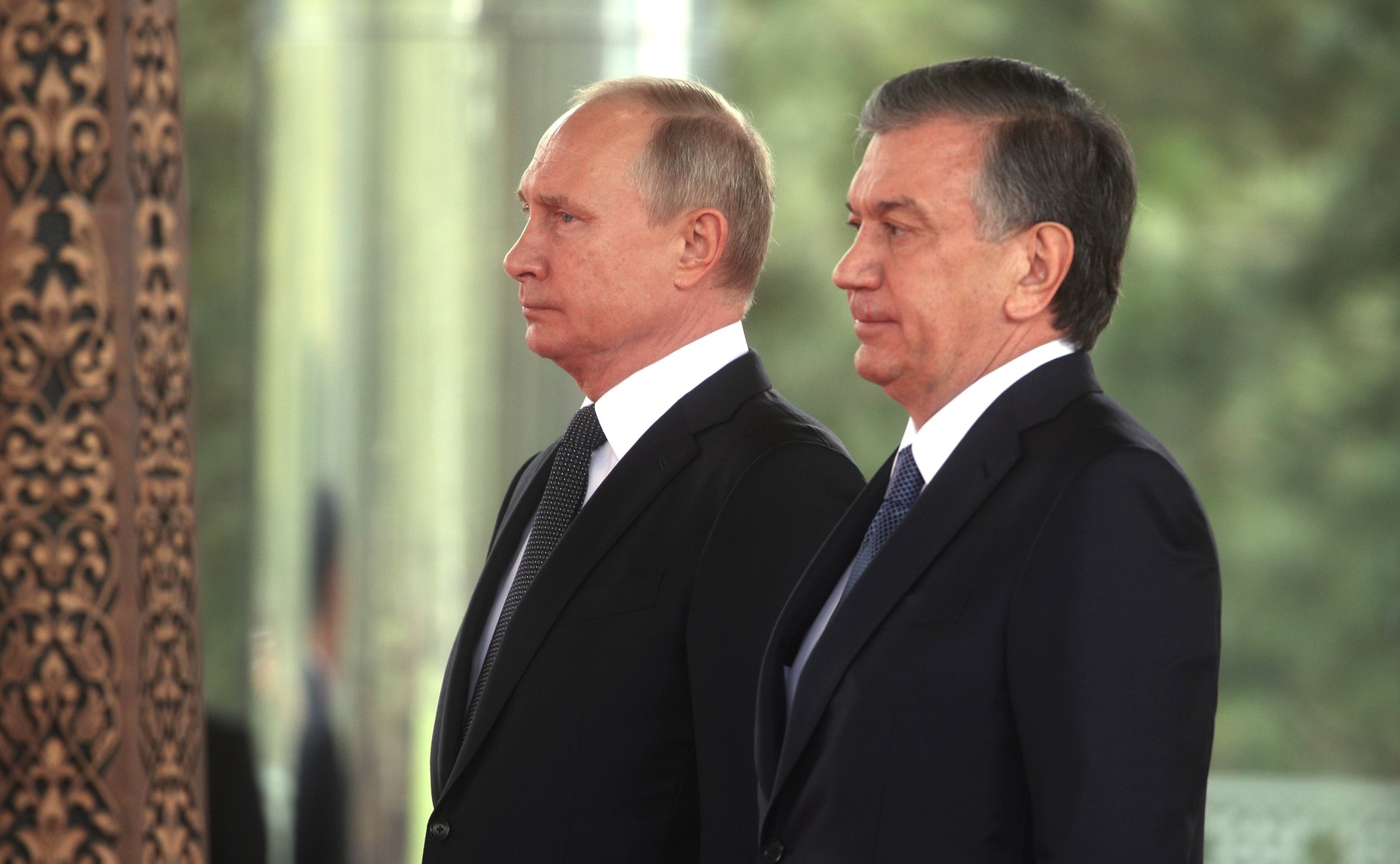
Мирзиёев с Владимиром Путиным в Ташкенте, октябрь 2018.

В отличие от Каримова, Мирзиёев перешёл к более открытой внешней политике по отношению к соседям Узбекистана, особенно с учётом постепенного улучшения отношений с Кыргызстаном и Таджикистаном. Мирзиёев сделал обычным посещение зарубежных стран с государственными визитами: его первый официальный зарубежный визит состоялся в Ашхабад (Туркменистан) в марте 2017 года. Мирзиёев планировал посетить 36 стран в течение 2019 года, некоторые из которых никогда до этого не были целью официального визита президента Узбекистана.
За время его президентства многие иностранные лидеры посетили Ташкент с государственными визитами, в том числе президент Казахстана Касым-Жомарт Токаев, президент Турции Реджеп Тайип Эрдоган, президент России Владимир Путин и президент Беларуси Александр Лукашенко.

### Отношения с Кыргызстаном и Таджикистаном
5 сентября 2017 года Мирзиёев совершил государственный визит в Кыргызстан, первый визит такого рода с 2000 года. Подобный исторический первый визит состоялся в марте 2018 года в Душанбе, Таджикистан. Это было частью более масштабных усилий по улучшению отношений с этими двумя странами, которые были пронизаны напряжённостью, прежде всего из-за пограничных споров с этими странами. В январе 2017 года впервые за 25 лет возобновились регулярные коммерческие рейсы между Ташкентом и Душанбе.

### Другие бывшие советские республики
18 декабря 2020 года Мирзиёев председательствует на саммите Содружества Независимых Государств в Ташкенте, вероятно, виртуально. В этом году Узбекистан впервые принял на себя председательство в Совете глав государств СНГ. Поздравив президента Азербайджана Ильхама Алиева с победой в Нагорно-Карабахской войне 2020 года, он пообещал, что Узбекистан будет способствовать процессу восстановления занятых территорий, включая мечети и культурные объекты. Бывший пресс-секретарь Мирзиёева заявил, что кыргызско-таджикский конфликт 2021 года был «урегулирован в результате личного вмешательства президента Шавката Мирзиёева».

### Роль в Афганистане

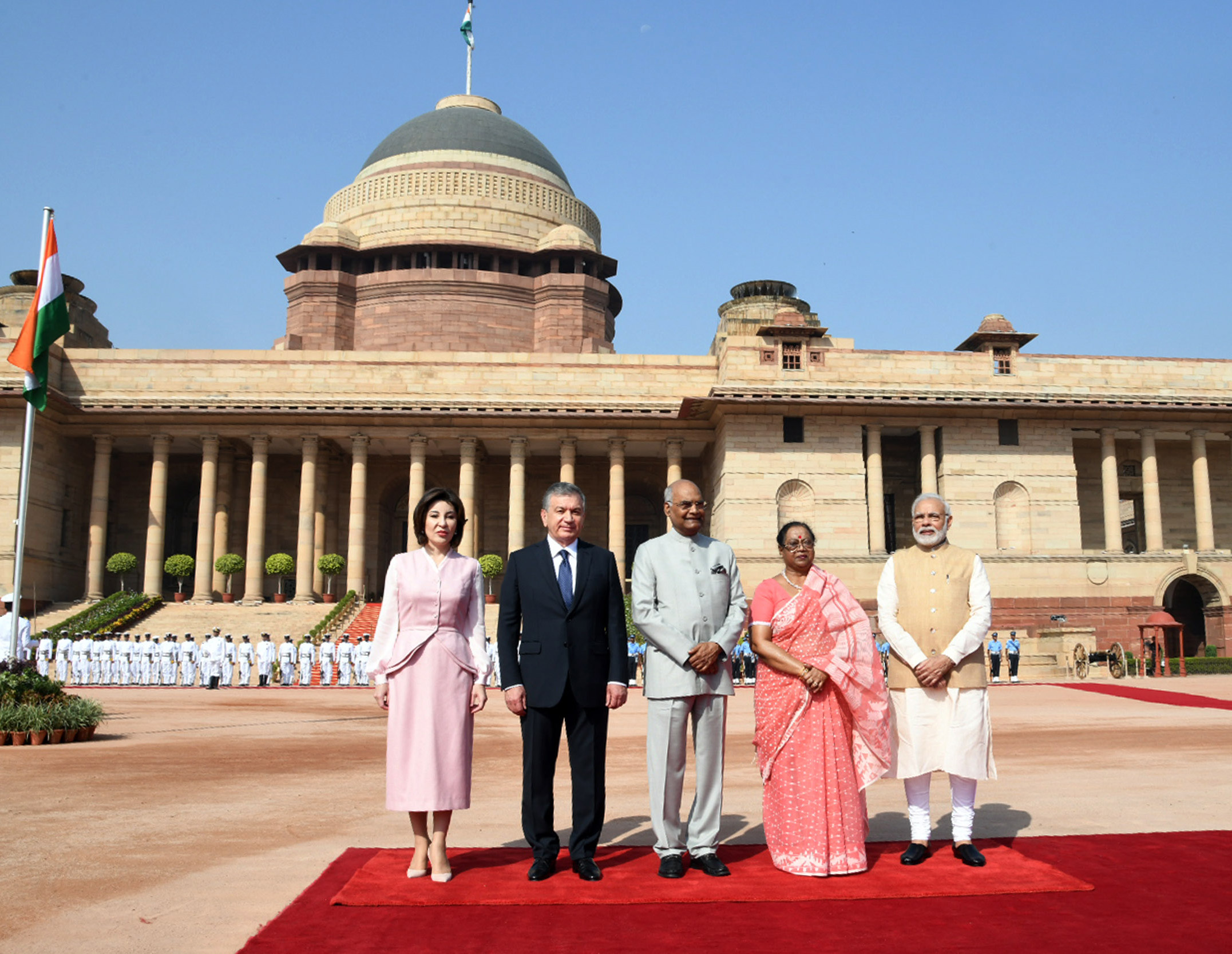
Слева направо: Зироатхон Хошимова, Шавкат Мирзиёев, Рам Натх Ковинд, Савита Ковинд и Нарендра Моди в Раштрапати Бхаване в Нью-Дели, 1 октября 2018 года.

Мирзиёев убедился, что Узбекистан играет важную роль в мирных переговорах между правительством Афганистана и талибами. В июне 2018 года МИД Узбекистана установил дипломатические контакты с террористической организацией. В августе 2018 года Мирзиёев успешно обратился с просьбой о том, чтобы делегация Талибана посетила Ташкент для обсуждения роли Узбекистана в обеспечении мира в Афганистане. Выступая перед своими коллегами на саммите Содружества Независимых Государств в Душанбе, Мирзиёев подробно говорил о нестабильности в Афганистане и необходимости помешать оснащённым и финансируемым террористическим ячейкам покинуть Сирию и Ирак и отправиться воевать в Центральную Азию. В апреле 2019 года он встретился со специальным представителем США по примирению в Афганистане Залмаем Халилзадом, чтобы обсудить различные пути, которые следует предпринять для стабилизации восстановления афганской экономики. Во время своего выступления на семьдесят пятой сессии Генеральной Ассамблеи ООН в 2020 году, в ходе которого он произнёс речь на узбекском языке (впервые этот язык использовался в ООН), президент Мирзиёев обсудил «необходимость создать в ООН Постоянный комитет, который будет прислушиваться к надеждам и чаяниям афганского народа».

### Борьба с терроризмом

#### Операция «Мехр»
Правительство Мирзиёева начало операцию «Мехр» (также известную как «Операция «Сострадание») в 2019 году с целью возвращения невоюющих граждан из лагерей на северо-востоке Сирии, удерживаемых Сирийскими демократическими силами. 10 октября 2019 года по его поручению в рамках этой операции из Ирака в Ташкент были возвращены 64 ребёнка. Это повторилось во время Рамадана в 2021 году.

## Резиденция

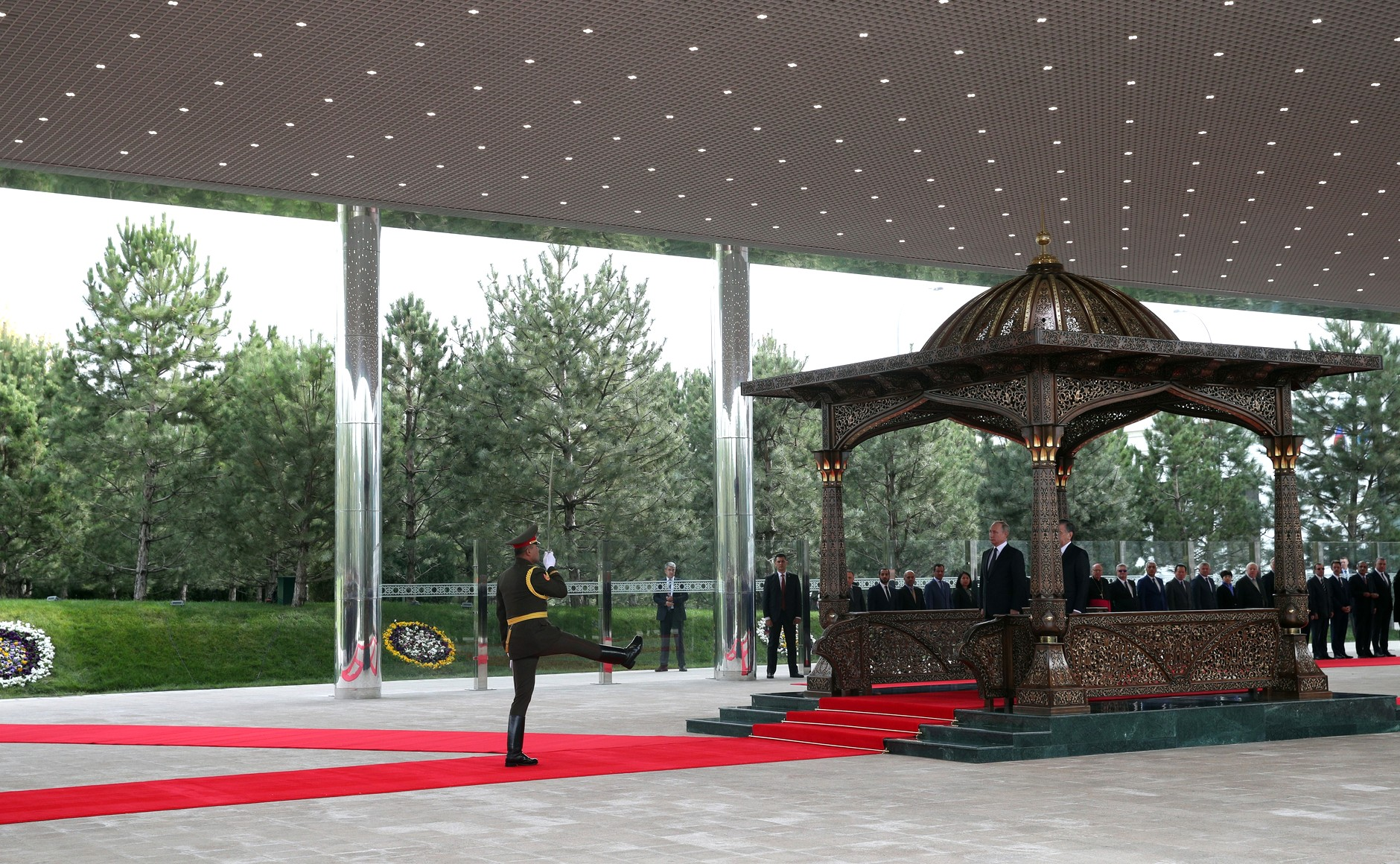
Современные государственные церемонии прибытия иностранных лидеров проходят в Куксарое.

До 2016 года президентский дворец Оксарой служил официальной резиденцией и рабочим местом президента Узбекистана. В 2016 году по распоряжению президента Мирзиёева титульная официальная резиденция была перенесена в Президентский дворец Куксарой. Мирзиёев также использовал другую резиденцию, расположенную в Кибрайском районе Ташкента, где находится президентское шоссе и жилой комплекс. Ходят слухи, что в интерьере использованы плиты синего мрамора из Аргентины и кристаллы Сваровски.

## Награды и почести
- Ноябрь 2017 — звание Почётного гражданина Сеула[38]
- Апрель 2018 — Премия правительства Турции «За заслуги перед Евразией»[39]
- Май 2018 — Номинация на Нобелевскую премию мира Олимжоном Тухтаназаровым от его собственной Либерально-демократической партии[40]
- Декабрь 2018 — Ассоциация журналистов Азии назвала его «Азиатом года 2018»[41].
- Март 2018 — Премия Strateg East за вестернизацию[42]